# Pantalon de sécurité
 (novembre 2022).
 (novembre 2022).
Si vous disposez d'ouvrages ou d'articles de référence ou si vous connaissez des sites web de qualité traitant du thème abordé ici, merci de compléter l'article en donnant les références utiles à sa vérifiabilité et en les liant à la section « Notes et références ».
Les pantalons de sécurité sont définis en fonction de la protection à apporter, que ce soit une protection mécanique (coupures) ou une protection physique  (incendie).

## Différents types de protection

### Protection mécanique
- Coupure : couteau.
- Blessure : scie mécanique (ou motorisée), hache, tronçonneuse.

### Protection physique
- Chaleur.
- Acidité.

## Métier à risque
- Bucheron.